# Nationaal Stadion (Oost-Timor)
Het Nationaal Stadion is een multifunctioneel stadion in Dili, de hoofdstad van Oost-Timor.
Het stadion wordt vooral gebruikt voor voetbalwedstrijden, het Oost-Timorees voetbalelftal maakt gebruik van dit stadion. In het stadion is plaats voor 5.000 toeschouwers.